# Cary Hill

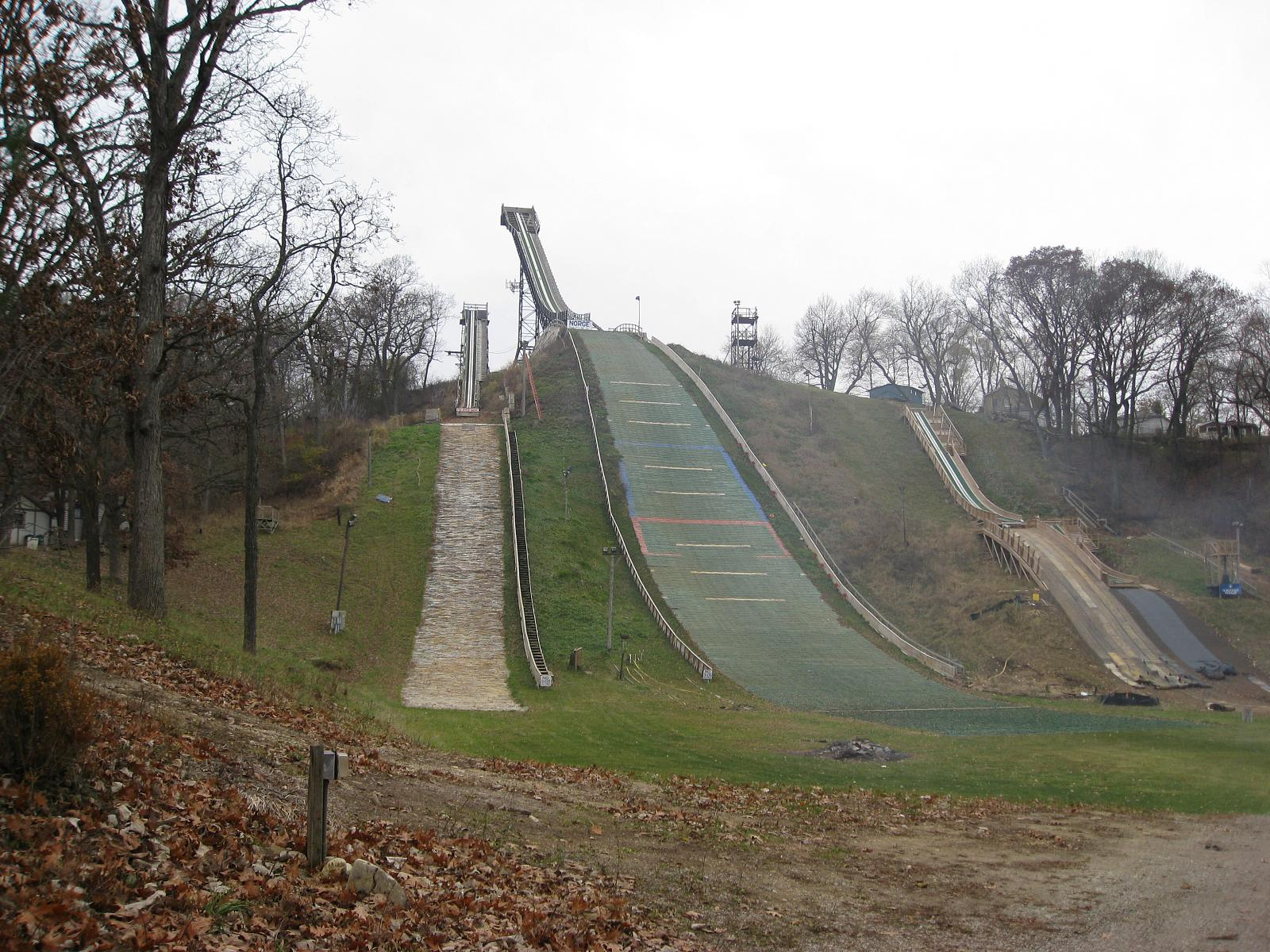
Cary Hill

Die Cary Hill in Fox River Grove (McHenry County) bestehen aus vier kleinen Skisprungschanzen der Kategorie K 5, K 10, K 22, K 44 und eine mittlere Schanze der Kategorie K 70. Alle Schanzen sind mit Matten belegt.

## Geschichte
Nach der Gründung des Vereins 1905 wurde ein Jahr später eine Schanze gebaut. Auf der K 70-Cary Hill wird jedes Jahr im Sommer gesprungen. Auf den vier kleinen Schanzen wird im Sommer und auch im Winter gesprungen.